# Ringer-Europameisterschaften 1924
Die Ringer-Europameisterschaften 1924 fanden vom 6. bis zum 8. September 1924 in Neunkirchen im Saargebiet statt und wurden unter freiem Himmel durchgeführt. Parallel kamen auch die Europameisterschaften im Stemmen, Rundgewichtwurf (Musterriegenarbeiten), Tauziehen, Hammerwurf, Gewichtwurf und Steinstoßen zur Austragung. Veranstaltet wurden die Meisterschaften durch die Athletiksportvereinigung 1895. Anders als bei den Olympischen Spielen wenige Wochen zuvor fanden die Europameisterschaften ausschließlich im griechisch-römischen Ringen statt. Es nahmen ausschließlich deutsche Sportler an den Wettbewerben teil.

## Resultate
Zur Austragung kamen sieben Gewichtsklassen.
| Gewichtsklasse               | Gold             | Silber           | Bronze            |
| ---------------------------- | ---------------- | ---------------- | ----------------- |
| Fliegengewicht (bis 55 kg)   | Georg Gerstacker | Jakob Erbelding  | Albert Reidenbach |
| Bantamgewicht (bis 58 kg)    | Walter Huck      | Artur Zirkel     | Heinrich Zehmer   |
| Federgewicht (bis 62 kg)     | Karl Völklein    | Gustav Haber     | Georg Schunk      |
| Leichtgewicht (bis 67,5 kg)  | Hermann Baruch   | Robert Blech     | Robert Hoffmann   |
| Weltergewicht (bis 75 kg)    | Fritz Bräun      | Heinrich Stiefel | Julius Conter     |
| Mittelgewicht (bis 82,5 kg)  | Emil Bräuer      | Julius Baruch    | Jakob Bohrer      |
| Schwergewicht (über 82,5 kg) | Ferdinand Muss   | Karl Rostock     | Willi Presper     |

## Medaillenspiegel
| Platz | Land            | Gold | Silber | Bronze | Gesamt |
| ----- | --------------- | ---- | ------ | ------ | ------ |
| 1.    | Deutsches Reich | 7    | 7      | 7      | 21     |